# Камертон
Камертонът е уред, който служи за установяване на абсолютната височина на музикалния тон. Той представлява двузъба метална пластина, която, когато бъде ударена, издава тона ла от първа октава. Камертонът е изобретен от англичанина Джон Шоър през 1711 година.
Специфичната форма на камертона е залегнала в т.нар. камертонна диаграма на Хъбъл за морфологическа класификация на галактиките.